# 游泓
游泓，五胡十六国時代前燕人物，广平郡任县人，慕容廆属下龍驤長史游邃之兄游暢的儿子。
游泓在前燕担任居就县令。咸康四年（338年）五月，后赵天王石虎派遣使者至前燕国内，诱降诸将。游泓和成周内史崔焘、武原县令常霸、东夷校尉封抽、护军将军宋晃全都响应，后赵夺得前燕三十六城。燕王慕容皝派军攻克响应后赵的诸城。战败的常霸、崔焘逃至后赵国都邺城，而游泓、宋晃、封抽逃至高句麗。4世紀以后，流入高句麗的汉族士人，为高句麗注入新文化，推动了高句麗国家发展，推進了其国政整備、軍備扩張和積極的外交。